# Хелмце (Великопольське воєводство)
Хелмце (пол. Chełmce) — село в Польщі, у гміні Опатувек Каліського повіту Великопольського воєводства.
Населення — 694 особи (2011).
У 1975-1998 роках село належало до Каліського воєводства.

## Демографія
Демографічна структура станом на 31 березня 2011 року:
|          | Загалом | Допрацездатний вік | Працездатний вік | Постпрацездатний вік |
| -------- | ------- | ------------------ | ---------------- | -------------------- |
| Чоловіки | 346     | 80                 | 230              | 36                   |
| Жінки    | 348     | 67                 | 211              | 70                   |
| Разом    | 694     | 147                | 441              | 106                  |